# Domenico Montrone
Domenico Montrone (Bari, 1º maggio 1986) è un canottiere italiano vincitore della medaglia di bronzo ai Giochi olimpici di Rio de Janeiro 2016 nel quattro senza.

## Palmarès
- Giochi olimpici

Rio de Janeiro 2016: bronzo nel quattro senza
- Mondiali

Sarasota 2017: argento nel quattro senza.
- Campionati europei di canottaggio

Račice 2017: oro nel 4 senza.